# Орден Индокитайских заслуг
Орден Индокитайских заслуг (фр. Ordre du Mérite Indochinois) — региональная награда Франции, вручавшаяся генерал-губернатором Французского Индокитая.

## История
Орден Индокитайских заслуг учреждён 30 апреля 1900 года генерал-губернатором Французского Индокитая Полем Думером для вознаграждения местного населения Индокитая за заслуги в сельском хозяйстве, торговле, промышленности и искусстве. Не имел официального статуса колониальной награды Франции, оставаясь местной наградой.
Управлялся Советом ордена и делился на 3 степени. Было установлено ограничение на количество награждений: не более 10 кавалеров 1-й степени, не более 100 кавалеров 2-й степени и не более 500 кавалеров 3-й степени.

## Знаки ордена
Знак ордена без эмали, в виде шестиконечной звезды с вогнутыми сторонами и большими шариками на концах. В центре знака круглый медальон с ободком. В медальоне надпись аннамитским идеографическим письмом «Il est méritant de développer les connaissances» («Имеет заслуги в приращении знаний»). На ободке надпись «INDOCHINE FRANCAISE» («Французский Индокитай»). Оборотная сторона знака идентична лицевой стороне.
К шарику на верхнем луче знака крепится полувенок из лавровых листье, который выполняет роль кольца для орденской ленты.
Размер знака 48 мм, высота с венком — 67 мм.
Знак ордена 1-й степени позолоченный, 2-й степени — серебряный, 3-й степени — бронзовый.
Лента ордена шёлковая муаровая жёлтого цвета. К ленте ордена 1-й степени крепилась розетка из такой же ленты.